# Rosa obtusiuscula
Rosa obtusiuscula är en rosväxtart som beskrevs av Per Axel Rydberg. Rosa obtusiuscula ingår i släktet rosor, och familjen rosväxter. Inga underarter finns listade i Catalogue of Life.